# Republica Socialistă Sovietică Autonomă Germană Volga
Republica Sovietică Socialistă Autonomă a Germanilor de pe Volga (germană: Autonome Sozialistische Sowjetrepublik der Wolgadeutschen; rusă:  Автономная Советская Социалистическая Республика Немцев Поволжья Avtonomnaya Sovetskaya Sotsialisticheskaya Respublika Nemtsev Povolzh'ya) a fost o republică autonomă a RSFS Rusă din cadrul Uniunii Sovietice. Aceasta a fost desființată în 1941, în urma invaziei germane a Uniunii Sovietice. Capitala Republicii Socialiste Sovietice Autonome Germane Volga a fost orașul Engels.
|             | 1926            | 1939            |
| ----------- | --------------- | --------------- |
| Germani     | 379.630 (66,4%) | 366.685 (60,5%) |
| Ruși        | 116.561 (20,4%) | 156.027 (25,7%) |
| Ucraineni   | 68.561 (12,0%)  | 58.248 (9,6%)   |
| Kazahi      | 1.353 (0,2%)    | 8.988 (1,5%)    |
| Tătari      | 2.225 (0,4%)    | 4.074 (0,7%)    |
| Mordvini    | 1.429 (0,3%)    | 3.048 (0,5%)    |
| Bieloruși   | 159 (0,0%)      | 1.636 (0,3%)    |
| Chinezi Han | 5 (0,0%)        | 1.284 (0,2%)    |
| Evrei       | 152 (0,0%)      | 1.216 (0,2%)    |
| Polonezi    | 216 (0,0%)      | 756 (0,1%)      |
| Estonieni   | 753 (0,1%)      | 521 (0,1%)      |
| Alții       | 710 (0,1%)      | 3.869 (0,6%)    |
| Total       | 571.754         | 606.352         |